# VSS Unity VF-01
VSS Unity VF-01 foi um voo suborbital da nave classe SpaceShipTwo VSS Unity que ocorreu dia 22 de fevereiro de 2019, pilotada por David Mackay e co-pilotada por Mike Masucci. Foi operada pela Virgin Galactic, uma empresa privada liderada por Richard Branson que espera realizar voos de turismo espacial. Seguindo o voo VSS Unity VP-03, VF-01 foi uma demonstração da habilidade da nave de carregar passageiros. Beth Moses, chefe da equipe de treinamento de astronautas da Virgin Galactic, participou como passageira, avaliando a experiência para usuários em potencial.
Atingindo um apogeu de 89,9 km, o voo satisfez a definição dos Estados Unidos de voo espacial (80,47 km), mas ficou abaixo da Linha de Kármán (100 km), o padrão internacionalmente reconhecido.

## Tripulação
| Posição    | Tripulante   |
| ---------- | ------------ |
| Piloto     | David Mackay |
| Co-piloto  | Mike Masucci |
| Passageira | Beth Moses   |

## Voo
No dia 22 de fevereiro de 2019, a nave-mãe VMS Eve carregou a Unity em voo numa configuração parasita. Pouco antes da 9 a.m., Unity foi largada. Os pilotos MacKay e Masucci voaram a Unity num Mach máximo de 3.04, numa altitude máxima de 89 km. Essa altitude ultrapassou o limite de 80 km considerados nos EUA como sendo o limite do espaço, mas ficou antes da Linha de Kármán. As duas naves pousaram em segurança. Durante o voo, Moses se soltou de seu assento e experienciou a falta de peso. Por convenção dos EUA, Moses também foi a primeira mulher a voar numa nave espacial comercial.